# Kvadratni ostatak
Kvadratni ostatak po modulu {\displaystyle n} je neki cijeli broj {\displaystyle a} ako vrijedi {\displaystyle M(a,n)=1} i ako kongruencija {\displaystyle x^{2}\equiv a{\pmod {n}}} ima rješenja, tj. ako postoji cijeli broj {\displaystyle x} čiji je kvadrat kongruentan s {\displaystyle a.}
U suprotnom kažemo da je {\displaystyle a} kvadratni neostatak modulo {\displaystyle n.} Uočimo da ako imamo neki {\displaystyle m\in \mathbb {Z} } takav da je {\displaystyle M(m,n)>1} tada  {\displaystyle m} nije niti kvadratni ostatak niti kvadratni neostatak, a takav je primjerice broj nula. Uočimo zato da broj {\displaystyle x} također mora biti relativno prost s {\displaystyle n.}
Veliki matematičari poput Fermata, Eulera, Lagrangea, Legendrea (i mnogih drugih) su u 17. i 18. stoljeću iznijeli neke teoreme o kvadratnim ostatcima. Ipak, prvi koji ih je sistematično proučavao bio je Carl Friedrich Gauss u svojem čuvenom djelu Disquisitiones Arithmeticae izdanom 1801.

## Pronalazak rješenja u reduciranom sustavu ostataka
Jasno je da za provjeriti je li neki broj {\displaystyle a} kvadratni ostatak modulo {\displaystyle n} dovoljno je naći njegov ostatak pri dijeljenju s {\displaystyle n} u reduciranom sustavu ostataka modulo {\displaystyle n} i vidjeti je li kvadrat nekog od brojeva u tom skupu kongruentan s {\displaystyle a.}
Isto tako, kongruencija {\displaystyle x^{2}\equiv (x+kn)^{2}{\pmod {n}}} je trivijalno zadovoljena pa će biti dovoljno promatrati skup relativno prostih brojeva s {\displaystyle n} u intervalu {\displaystyle [1,n-1]} jer je {\displaystyle (1,n)=(n-1,n)=1.}

## Kvadratni ostatci po prostom modulu
Kvadratni ostatci modulo {\displaystyle p} gdje je {\displaystyle p>2} prost broj poštuju određena jednostavna svojstva. 
Ako želimo naći sve kvadratne ostatke modulo {\displaystyle p} dovoljno je izlistati kvadratne ostatke po modulu {\displaystyle p} iz skupa {\displaystyle \{1,2,...,p-1\}.}
Dokazat ćemo da u tom skupu ima točno {\displaystyle {\frac {p-1}{2}}} kvadratnih ostataka. Pitamo se koliko kvadratnih ostataka postižu brojevi {\displaystyle 1^{2},2^{2},...,(p-1)^{2}.} Uočimo da vrijedi {\displaystyle x^{2}\equiv (p-x)^{2}{\pmod {p}}} pa se svaki kvadratni ostatak pastiže barem dva puta (jer očito {\displaystyle x\neq p-x}). Treba dokazati da se postižu točno dva puta.
U tu svrhu, pretpostavimo da je {\displaystyle x^{2}\equiv y^{2}{\pmod {p}}.} Tada {\displaystyle p|(x-y)(x+y)} pa prema Euklidovoj lemi slijedi {\displaystyle p|x-y} ili {\displaystyle p|x+y.} No kako su {\displaystyle x,y\in \{1,2,...,p-1\}} slijedi {\displaystyle x=y} ili {\displaystyle x+y=p} pa se kvadratni ostatak postiže točno dva puta.

### Broj rješenja čiste kvadratne kongruencije
Neka je {\displaystyle p} prost i {\displaystyle a} neki cijeli broj.
Koristeći sada Legendreov simbol, broj rješenja kongruencije {\displaystyle x^{2}\equiv a{\pmod {p}}} jednak je {\displaystyle 1+\left({\frac {a}{p}}\right)}. 
Naime, ako je {\displaystyle a} kvadratni ostatak, tada kongruencija ima 2 rješenja (ako je jedno rješenje {\displaystyle x_{0}}, drugo rješenje je  {\displaystyle -x_{0}}). Ako je pak 
{\displaystyle a} kvadratni neostatak, onda kongruencija nema rješenja, a ako {\displaystyle p|a} kongruencija ima točno jedno rješenje modulo {\displaystyle p}, tj. sve brojeve kongruente {\displaystyle 0} modulo {\displaystyle p}.

### Eulerov kriterij
Ovaj se teorem prvi puta pojavljuje u Eulerovim radovima iz 1748.
Teorem tvrdi {\displaystyle a^{\frac {p-1}{2}}\equiv \left({\frac {a}{p}}\right){\pmod {p}}.}
Naime, ako {\displaystyle p} dijeli {\displaystyle a} tvrdnja očigledno vrijedi. Zato prijeđimo na slučaj kada {\displaystyle p} ne dijeli {\displaystyle a.}
Ako je {\displaystyle a} kvadratni ostatak modulo {\displaystyle p}, po definiciji postoji cijeli broj {\displaystyle x} takav da je {\displaystyle x^{2}\equiv a{\pmod {p}}} pa budući da {\displaystyle x} nije djeljiv s {\displaystyle p}, tada niti {\displaystyle x^{2}} nije djeljiv s {\displaystyle p.} Prema Malom Fermatovom teoremu lagano slijedi {\displaystyle a^{\frac {p-1}{2}}\equiv (x^{2})^{\frac {p-1}{2}}\equiv x^{p-1}\equiv 1{\pmod {p}}} pa tvrdnja u ovom slučaju vrijedi. 
Slično se pokazuje ako {\displaystyle a} nije kvadratni ostatak modulo {\displaystyle p.} Nije teško dokazati da za svaki {\displaystyle x\in S=\{1,2,...,p-1\}}
postoji jedinstveni {\displaystyle y\in S} takav da je {\displaystyle xy\equiv a{\pmod {p}}}.
Naime, ova tvrdnja slijedi iz Bézoutovog identiteta. 
Dalje, prema pretpostavci, {\displaystyle a} nije kvadratni ostatak modulo {\displaystyle p} pa vrijedi {\displaystyle x\neq y.} Promotrimo li sve takve parove oblika {\displaystyle (x,y)} vidimo da smo skup {\displaystyle S} podijelili na {\displaystyle {\frac {p-1}{2}}} parova ostataka koji u umnošku daju {\displaystyle a} modulo {\displaystyle p.} Koristeći još Wilsonov teorem zaključujemo da vrijedi {\displaystyle a^{\frac {p-1}{2}}\equiv 1\cdot 2\cdot ...\cdot (p-1)\equiv -1{\pmod {p}},} čime je Eulerov kriterij dokazan.

## Gaussov kvadratni zakon reciprociteta
Kvadratni zakon reciprociteta je jedan od najdubljih rezultata elementarne teorije brojeva i jedan je od teorema s najviše poznatih dokaza, a tvrdi da za dva različita neparna prosta broja {\displaystyle p,q} vrijedi 
{\displaystyle \left({\frac {p}{q}}\right)\left({\frac {q}{p}}\right)=(-1)^{{\frac {p-1}{2}}{\frac {q-1}{2}}}.}
Kao korak u nekim dokazima ovog teorema se često koristi poznata Gaussova lema.